# Интервью

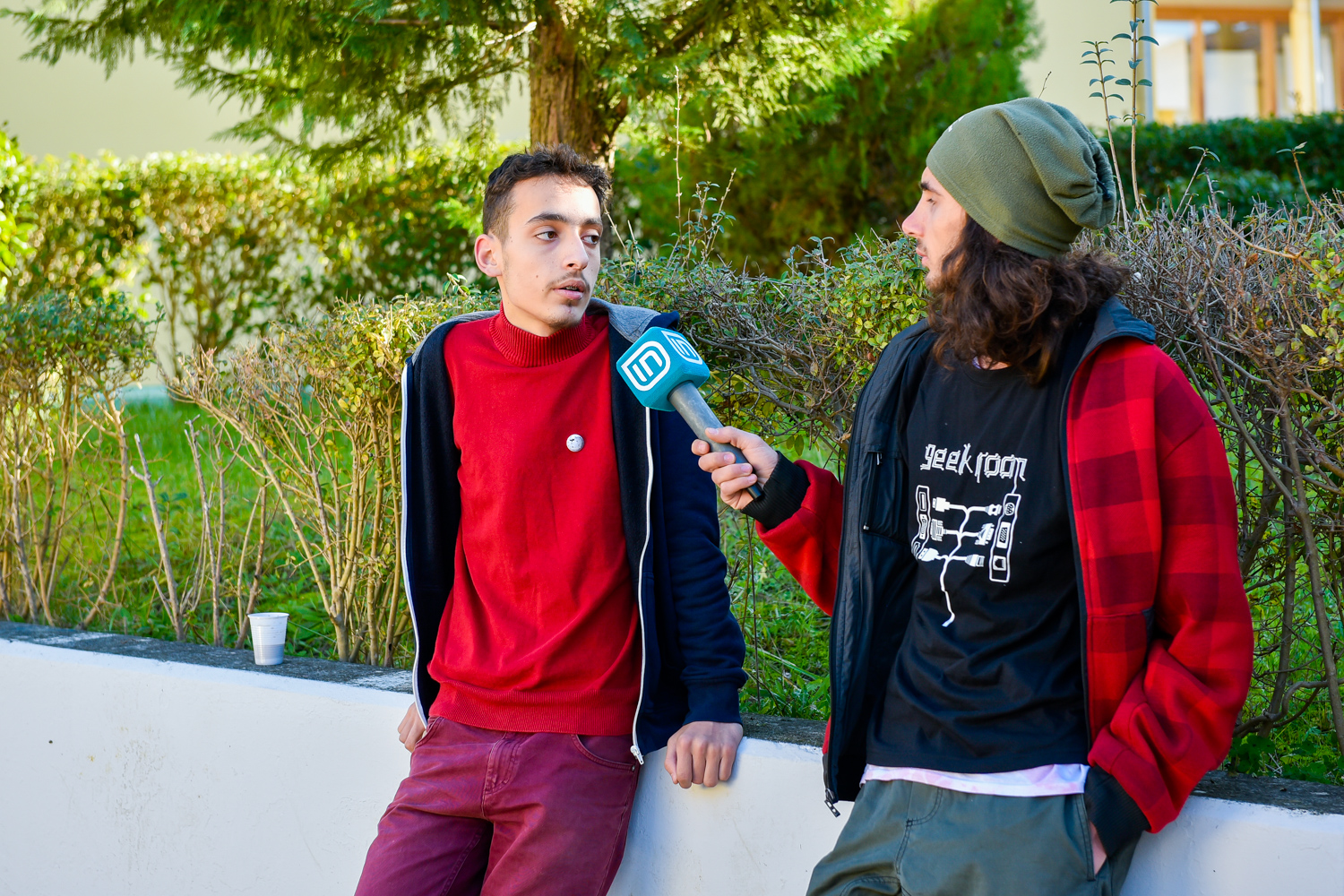
Участники WikiWeekend16 в Тиране, 2016

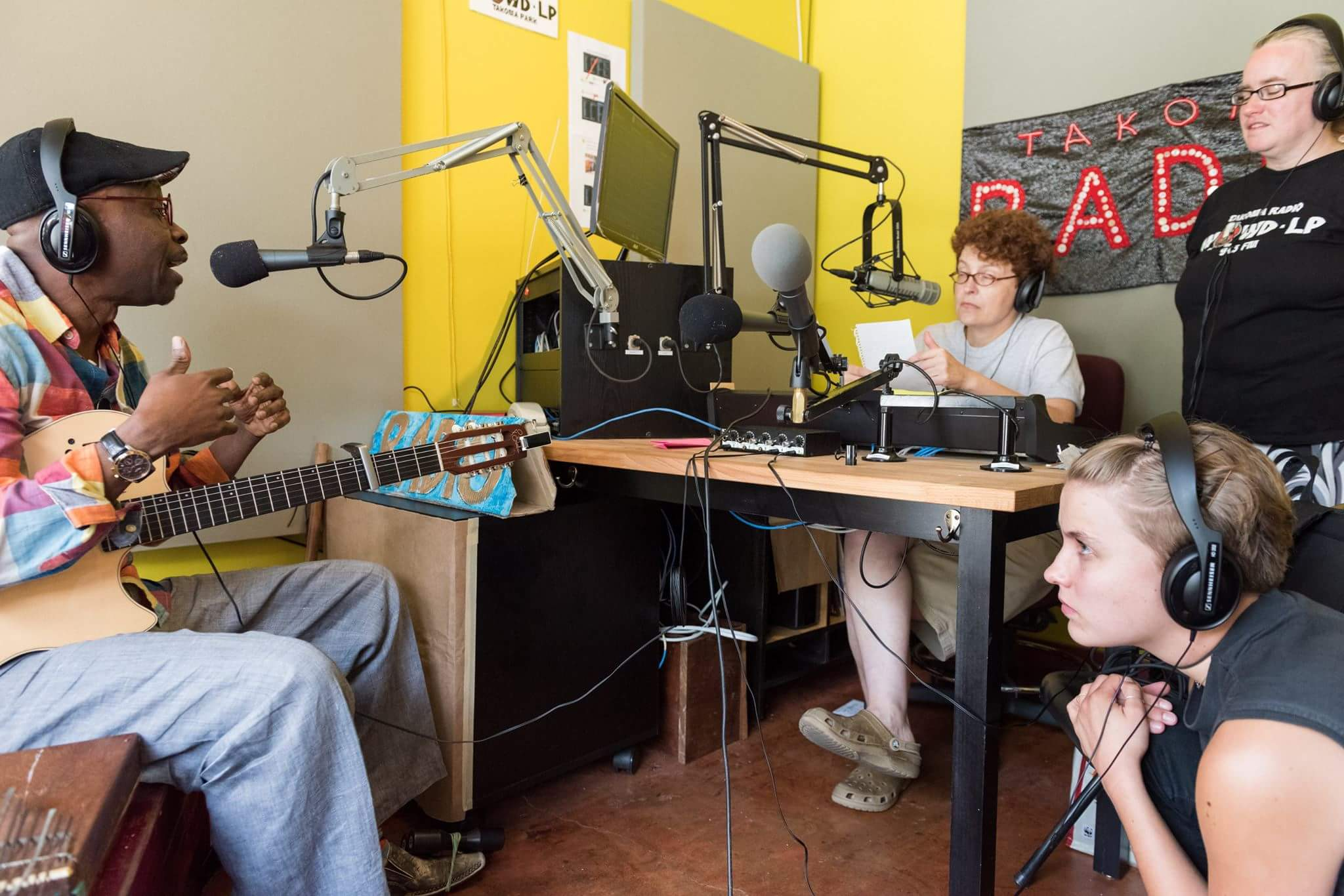
Музыкант даёт интервью на радиостудии

Интервью́ (англ. interview) — разновидность разговора, беседы между двумя и более людьми, при которой интервьюер задаёт вопросы своим собеседникам и получает от них ответы. В некоторых случаях это происходит под запись или в прямом эфире.
Используется как метод исследования в целом ряде социальных и гуманитарных наук (психология, социология, коммуникация, PR, маркетинг и другие), а также в различных областях человеческой деятельности (например, в журналистике, в управлении персоналом (в том числе при приёме на работу) и так далее).
Интервью обычно проходят лицом к лицу и лично, но вместо этого стороны могут быть разделены географически, как при видеоконференцсвязи или телефонных интервью. Интервью почти всегда подразумевает устную беседу между двумя или более сторонами. В некоторых случаях «разговор» может происходить между двумя людьми, которые вводят свои вопросы и ответы.
Интервью могут быть неструктурированными, свободными и открытыми беседами без заранее определённого плана или заранее подготовленных вопросов.

## В антропологии
Интервью используется в антропологии как способ целенаправленного получения информации при помощи устного опроса. Процесс интервьюирования происходит следующим образом: интервьюер (лицо, которое проводит интервьюирование) опрашивает одного или нескольких лиц на интересующую его тему и фиксирует ответы с помощью диктофона, видеокамеры, текстовых записей. Интервью бывает индивидуальным и групповым.
Как индивидуальный метод обследования интервью применяется в дополнение к анкете для расширения полученной с её помощью информации. В то время, когда анкета в сжатые сроки может дать зарисовку общественного мнения нескольких тысяч человек, интервью обеспечивает учёного менее обширной, но более подробной информацией.
Помимо традиционного анкетирования и интервьюирования сегодня активно используются дистанционные методики (телефонное интервью, интернет-опрос и другие).

## В социологии
Интервьюирование в социальных исследованиях — процесс сбора первичного материала с помощью метода интервью. Способ интервьюирования рационально применять в случае, если исследователь предполагает объективность в ответах респондента.
Интервью по целям делят на интервью мнений и документальное интервью (отличается большей достоверностью информации).
Выделяют стандартизированное, нестандартизированное и полустандартизированное интервью. В нестандартизированном интервью формулировка и последовательность вопросов по ходу могут подменяться и изменяться от первоначального замысла. В стандартизированном интервью вопросы предлагаются в определённой последовательности. Схема содержит также необходимые пояснения к вопросам, а также описание ситуации, в которой должен проходить опрос (в квартире, в классе, в школьном дворе, на улице).
Нестандартизированное интервью чаще всего применяют в начале исследования с целью уточнить проблематику, проверить основные положения плана сбора информации, определить объект исследования. В этом случае для опроса задается только тема, в рамках которой проходит беседа. Интервьюер направляет опрос в нужное русло только с помощью промежуточных вопросов. Респондент имеет оптимальную возможность выразить свою позицию в наиболее удобной для себя форме.
Преимущество стандартизированного интервью выражается в следующем: оно следует основному принципу измерения — сделать информацию сопоставимой; оно сокращает до минимума количество ошибок при формулировке вопроса.
Метод интервью является популярным средством получения первичной социологической информации, что подтверждается его активным использованием в эмпирических социологических исследованиях практически на всем протяжении существования социологической науки. Это один из наиболее универсальных методов сбора социологической информации наравне с анализом документов и наблюдением. В основе любой методики для получения эмпирических данных социологами-практиками лежит один из этих универсальных методов.
В интервью всегда происходит взаимодействие людей по схеме «вопрос — ответ».
Ниже приведен один из типов базовой классификации интервью:
- по целевому назначению;
- по типу опрашиваемых лиц;
- по количеству опрашиваемых респондентов;
- по процедуре;
- по способу общения социолога и респондента;
- по месту проведения;
- по цели исследования;
- по способу регистрации ответов.

## В музыке
- Интервью (группа)
- Интервью (группа)

## Виды интервью
- Интервью в журналистике
- Исследовательское интервью в медицине и социологии, в том числе:
  - Видеоинтервью
  - Качественное исследовательское интервью
  - Клиническое интервью
  - Метод интервью в психологии
- Собеседование при приёме на работу